# أبجدية الزغاوة

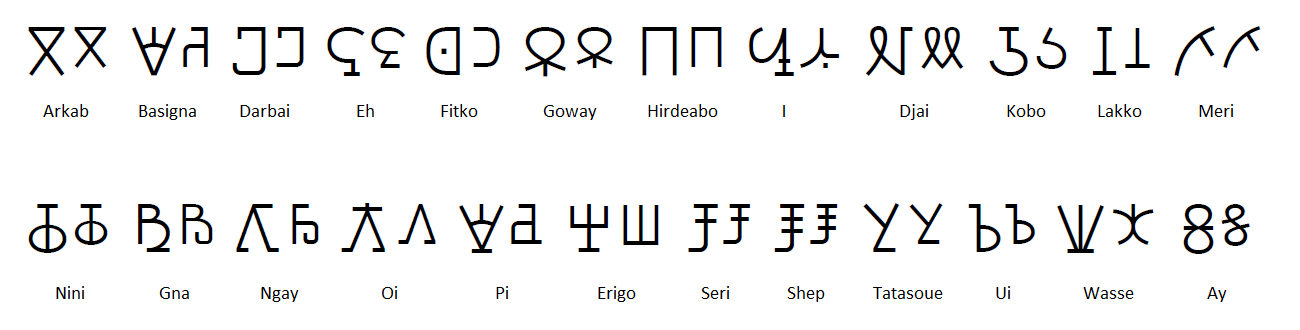
أبجدية الزغاوة (المقترحة)(من اليسار الي اليمين)

أبجدية الزغاوة، هي أبجدية المقترحة للغة الزغاوة (الموجودة في السودان وتشاد).
ابتكر مدرس سوداني من الزغاوة أبجدية للغة في الخمسينيات من القرن الماضي تُعرف أحيانًا بأبجدية الجمل، مستمدًا صورها من العلامات التجارية العشائرية المستخدمة في الجمال والماشية الأخرى، ولكن لذا لم يكن النظام مثالياً للزغاوة.
قام طبيب بيطري من الزغاوة في عام 2000 باقتراح نص أثبت شعبيته في مجتمع الزغاوة، أسلوب الكتبة مبتكرًا إلى حد ما في أن الأحرف الكبيرة بها سلالات تنخفض إلى ما دون الخط الأساسي للأحرف الصغيرة وعلامات الترقيم، على عكس الأحرف الكبيرة التي ترتفع فوق معظم الأحرف الصغيرة في الأبجدية اللاتينية، وتستخدم الأبجدية الأرقام وعلامات الترقيم الأوروبية.